# Eine Frau genügt nicht?
Eine Frau genügt nicht? ist ein deutsches Spielfilmmelodram von 1955. Unter der Regie von Ulrich Erfurth spielen Hilde Krahl, Hans Söhnker und Heliane Bei die Hauptrollen. Die gleichnamige Romanvorlage lieferte Michael Graf Soltikow.

## Handlung
Der angesehene Ingenieur Ernst Vossberg ist, wie man so sagt, ein Mann in den besten Jahren. Seit 18 Jahren ist er mit seiner Ehefrau Maria verheiratet, doch so sehr sich die beiden bemühen – die Ehe bleibt infolge einer Operation Marias kinderlos. Vossberg sucht und findet Trost in seiner deutlich jüngeren Sekretärin Renate Reinhard. Bald wird Renate schwanger von ihm, und da die Geliebte in Zukunft nicht den Mann ihrer Träume mit der Noch-Gattin Maria Vossberg teilen möchte, sucht sie die betrogene Ehefrau auf und fordert von ihr, dass sie Ernst freigibt. Nach langem Drängen Renates und angesichts der Tatsache, dass er demnächst Vater wird, sagt Ernst Renate telefonisch zu, sich scheiden zu lassen. Dieses Gespräch hört Maria Vossberg zufällig mit. 
Vossberg, beseelt vom Kinderwunsch, verlässt seine Frau und zieht mit Renate zusammen, die beginnt sich in den Arzt Dr. Mertens zu verlieben. Die Beziehung zwischen Vossberg und Renate wird stark beeinflusst vom Schwanken sowohl Vossbergs zwischen Renate und seiner Frau wie Renates zwischen Vossberg und Mertens. Auch der nicht enden wollende Scheidungsprozess belastet das Miteinander. Renate bringt schließlich ein Kind zur Welt. Als sie Frau Vossberg von ihrer geplanten Trennung berichten will, kommt es zu einer Handgreiflichkeit zwischen den beiden Rivalinnen, bei der sich in einem Handgemenge ein Schuss löst. Renate sinkt tödlich getroffen zu Boden. In der anschließenden Gerichtsverhandlung, in der Maria Vossberg des Mordes angeklagt wird, zeigt man schlussendlich Verständnis für die Tat Marias und bedenkt sie mit einer vergleichsweise milden Strafe. Ernst Vossberg erkennt erst jetzt, was er an seiner Gattin hat, und beide kommen wieder zusammen. Sein und Renates Kind wird bei dem bislang kinderlosen Ehepaar aufwachsen.

## Produktionsnotizen
Die Dreharbeiten fanden im Frühjahr 1955 in Berlin-Tempelhof (Atelieraufnahmen) und im Kriminalgericht von Berlin-Moabit, in München und am Starnberger See (Außenaufnahmen) statt. Die Uraufführung war am 8. August 1955 im Berliner Marmorhaus.
Fritz Hoppe übernahm die Produktionsleitung, Erich Kettelhut entwarf die Filmbauten, die Johannes Ott ausführte.

## Kritiken
Der Spiegel urteilte: „Erich Ebermayers Drehbuch, auf Gerechtigkeit versessen, rechnet die Sünden und Verdienste der Beteiligten beinahe pedantisch gegeneinander auf. Doch in der Schlußabrechnung fehlen die Posten Wahrscheinlichkeit und Geschmack.“
Bei Filmdienst heißt es: „Unglaubwürdiges, emotional und psychologisch verlogenes Melodram.“